# Mick Inkpen
Mick Inkpen (ur. 22 grudnia 1952) – angielski autor i ilustrator książek dla dzieci. Najbardziej znany z serii o Kacprze (ang. Kipper) i Śwince Wibbly, na podstawie których powstały seriale animowane dla najmłodszych.

## Nagrody i nominacje
Dwukrotnie zdobył nagrodę British Book Award za Lullabyhullaballoo i Penguin Small oraz nagrodę Children's Book Award za Threadbear. Został również nominowany do nagrody Kate Greenaway Medal i nagrody Smarties Award trzy razy, wygrywając Brązowy za Silly Big Bear Wibbly Pig. Oprócz tego Kacper zdobył nagrodę BAFTA za najlepszy film animowany dla dzieci w 1998 roku.

## Książki
- Kacper (ang. Kipper) tłum. Dorota Olejnik, Papilon 2011[2].
- Kacper. Pudło z zabawkami (ang. Kipper's Toybox), Papilon 2011[3].
- Kacper. Strachy (ang. Kipper's Monster) tłum. Dorota Olejnik, Papilon 2011[4].
- Kacper. Wspaniały rok (ang. One Year with Kipper) tłum. Dorota Olejnik, Papilon 2011[5].